# الکس گرزباک
الکس گرزباک (انگلیسی: Alex Gersbach؛ زادهٔ ۸ مهٔ ۱۹۹۷) یک بازیکن فوتبال اهل استرالیا است که در پست مدافع برای باشگاه فوتبال روزنبورگ در لیگ برتر فوتبال نروژ بازی می‌کند.
از باشگاه‌هایی که در آن بازی کرده‌است می‌توان به باشگاه فوتبال سیدنی اشاره کرد.
وی همچنین در تیم ملی فوتبال استرالیا بازی کرده است.